# Oscar for bedste korte animationsfilm
Oscar for bedste korte animationsfilm (på engelsk Academy Award for best animated shortfilm) er en oscar-statuette, der gives til den bedset animerede kortfilm i det forløbne år. Prisen har været uddelt siden 1932.

## Prismodtagere

### 2010'erne
- 2016 – Piper
- 2015 – Historia de un oso
- 2014 – Feast
- 2013 – Mr Hublot
- 2012 – Papirflyveren
- 2011 – The Fantastic Flying Books of Mr. Morris Lessmore
- 2010 – The Lost Thing

### 2000'erne
- 2009 - Logorama
- 2008 – La maison en petits cube
- 2007 – Peter and the Wolf
- 2006 – The Danish poet
- 2005 – The moon and the son: An imagined conversation
- 2004 – Ryan
- 2003 – Harvie Krumpet
- 2002 – The ChubbChubbs!
- 2001 – For the birds
- 2000 – Father and Daughter

### 1990'erne
- 1999 – The old man and the sea
- 1998 – Bunny
- 1997 – Geri's Game
- 1996 – Quest
- 1995 – På et hængende hår
- 1994 – Bob's Birthday
- 1993 – De Forkerte Bukser
- 1992 – Mona Lisa descending a staircase
- 1990 – Creature comforts

### 1980'erne
- 1989 – Balance
- 1988 – Tin Toy
- 1987 – The man who planted trees
- 1986 – A greek tragedy
- 1985 – Anna & Bella
- 1984 – Charade
- 1983 – Sundae in New York
- 1982 – Tango
- 1981 – Crac
- 1980 – The Fly

### 1970'erne
- 1979 – Every child
- 1978 – Special delivery
- 1977 – Sand Castle
- 1976 – Leisure
- 1975 – Great
- 1974 – Closed Mondays
- 1973 – Frank Film
- 1972 – A Christmas Carol
- 1971 – The Crunch bird
- 1970 – Is it always right to be right

### 1960'erne
- 1969 – It's tough to be a bird
- 1968 – Winnie the Pooh and the blustery day
- 1967 – The Box
- 1966 – Herb Alpert and the Tijuana brass double feature
- 1965 – The dot and the line
- 1964 – The pink phink
- 1963 – The critic
- 1962 – The Hole
- 1961 – Ersatz
- 1960 – Munro

### 1950'erne
- 1959 – Moonbird
- 1958 – Knighty knight blues
- 1957 – Birds anonymous
- 1956 – Mister Magoo's puddle jumper
- 1955 – Speedy Gonzales
- 1954 – When Magoo flew
- 1953 – Toot, Whistle, Plunk and Boom
- 1952 – Johann Mouse
- 1951 – The two Mouseketeers
- 1950 – Gerald McBoing-Boing

### 1940'erne
- 1949 – For Scent-imental reasons
- 1948 – The little orphan
- 1947 – Tweetie Pie
- 1946 – The Cat concerto
- 1945 – Quiet please!
- 1944 – Mouse Trouble
- 1943 – The Yankee doodle mouse
- 1942 – Der Fuehrer's Face
- 1940 – Lend a paw

### 1930'erne
- 1939 – The ugly duckling
- 1938 – Ferdinand the bull
- 1937 – The old mill
- 1936 – The country cousin
- 1935 – Three orphan kittens
- 1934 – The Tortoise and the Hare
- 1933 – Three little pigs
- 1932 – Flowers and trees